# Detective Marciano
El Detective Marciano (J'onn J'onzz) (en inglés: Martian Manhunter) es un superhéroe que aparece en los cómics estadounidenses publicados por DC Comics. Creado por el escritor Joseph Samachson y diseñado por el artista Joe Certa, el personaje apareció por primera vez en la historia "The Manhunter from Mars" en Detective Comics # 225 (noviembre de 1955). Martian Manhunter es uno de los siete miembros originales de la Liga de la Justicia de América y uno de los seres más poderosos del Universo DC.
J'onzz es nativo del planeta Marte, conocido en su lengua natal como Ma'aleca'andra (el nombre procede de una variante de Malacandra, utilizado por los habitantes de Marte en la novela Más allá del planeta silencioso de C. S. Lewis). J'onn posee habilidades que van más allá de las de un hombre común, incluyendo telepatía y la habilidad de cambiar de forma. Su apariencia habitual es la de un humanoide alto, verde y calvo, forma que adopta para parecerse más a los terrícolas, aunque su verdadero aspecto es menos humano y de cabeza alargada. Es muy sensible al fuego; en algunas historias esto es una debilidad física, mientras que en otras es una debilidad psicológica. El personaje ha aparecido en otros productos de DC Comics, como videojuegos, series de televisión, películas animadas y productos como figuras de acción y tarjetas de intercambio. El personaje ocupó el puesto número 43 en la lista de héroes de cómics más grande de IGN.
Detective Marciano fue interpretado por David Ogden Stiers en el piloto de televisión de acción en vivo Justice League of America de 1997. El personaje apareció en la serie Smallville, interpretado por el actor Phil Morris. Detective Marciano también es parte del elenco principal de la serie de televisión Supergirl y es interpretado por David Harewood. El personaje también aparece en otros programas del Arrowverso. Harry Lennix interpreta el personaje en el DC Extended Universe, haciendo su debut en la película de 2013, El hombre de acero bajo la apariencia del General Calvin Swanwick, mientras que su forma marciana aparece en Zack Snyder's Justice League.

## Historia

### Origen
En su primera historia, J'onn J'onzz es teleportado accidentalmente a la Tierra por el científico conocido como el Dr. Erdel, que, inmediatamente después, sufrió un ataque al corazón y murió, dejando al marciano varado en la Tierra. J'onn es capaz de usar sus poderes para modificar su apariencia, por lo que adopta la identidad del detective de policía John Jones.
Así, se une a la policía, usando en secreto sus poderes para ayudar a los habitantes de la Tierra. En revisiones posteriores de la historia, John Jones es un detective de policía fallecido, adoptando así el Detective Marciano su identidad y desarrollándose sus aventuras en la ciudad ficticia de Middleton, en Colorado.
Finalmente, J'onn revela su existencia al mundo, comenzando a actuar abiertamente como un superhéroe y convirtiéndose en miembro fundador de la Liga de la Justicia. Luego se ve obligado a abandonar la identidad de John Jones cuando este es "asesinado" en público. Tras esto, J'onn se encontraría durante varios años envuelto en la aventura mística relacionada con la Cabeza de Diabolu.
Más tarde adoptaría la personalidad de Marco Xavier para así infriltarse en el cártel de crimen internacional conocido como VULTURE.
Posteriormente se introdujo un retcon incorporando nuevos detalles en el origen del personaje, como la revelación de que no había vida en Marte cuando J'onn fue arrastrado a la Tierra, habiendo muertos todos por la plaga mental que deliberadamente había iniciado su hermano Ma'alefa'ak. Antes de comenzar a actuar como superhéroe con su auténtica forma, a modo de flashback, se relata que tomó una doble identidad conocida como el Fantasma de Bronce y luchó contra el crimen junto a la Experiencia de la Justicia. Este grupo de superhéroes, con base de operaciones en Nueva York, es únicamente mencionado en la serie DC en este punto y de manera somera. Fue creado para poder cubrir el vacío en el relato del Detective Marciano entre la época de la Sociedad de la Justicia y la Liga de la Justicia, sin que hubiera posterior interés en expandir el desarrollo de esta historia auxiliar, ni nueva mención de sus integrantes por parte de los autores.

### Liga de la Justicia
La historia del Detective Marciano está fuertemente unida a la Liga de la Justicia. Es un miembro fundador del equipo y fue miembro durante varias de sus encarnaciones. Su ausencia en el grupo ocurre durante el primer período tras la creación del Satélite Lunar, así como en la formación que ésta tuvo durante el año anterior a los hechos de Crisis Infinita. Sus apariciones con la Liga le mantuvieron como un personaje conocido incluso mucho después de que su propia serie (con apariciones en Detective Comics y House of Mystery) fuera cancelada.
En la serie de la Liga de la Justicia Internacional Se muestra como un ser obsesionado con las galletas Oreo. Igualmente, en la Liga de la Justicia Internacional J'onnz revela que su apariencia común no es su auténtica forma marciana, sino una "fusión" entre su auténtica forma y un aspecto humano. Este concepto es redefinido en su serie en solitario, donde se explica que su auténtica forma es absolutamente privada y que, incluso en Marte, su apariencia "pública" es la versión a la que estábamos acostumbrados. Además de servir a la Liga bajo su propia identidad, también se une a ella (bajo coacción), bajo la identidad de Bloodwynd.

### Aventuras en solitario
En 1998 comenzó la serie regular Martian Manhunter, guionizada por John Ostrander y dibujada por Tom Mandrake (con colaboraciones de Bryan Hitch entre otros). La serie duró 38 números hasta ser cancelada debido a las escasas ventas. La serie estableció que J'onn tenía un hermano loco, Ma'alefa'ak, que usó sus habilidades de cambio de forma para hacerse pasar por J'onn, capturando y torturando a Jemm, Hijo de Saturno y terraformando parte de la Tierra para que se asemeje a Marte. Todo esto formó parte de un gran plan diseñado para convencer al resto de la Liga de la Justicia de que J'onn se ha convertido en un sociópata. Sin embargo, J'onn es capaz de limpiar su nombre y vencer a Ma'alefa'ak, aunque su cuerpo es prácticamente destruido al explotar la nave espacial en que se encuentra (posteriormente sería capaz de regenerar su cuerpo a través de un único brazo).
La serie también estableció la historia de las razas de Saturno y Marte. El primer número reveló que hubo un "auténtico" humano que respondía al nombre de John Jones, un detective de policía que fue asesinado por sus compañeros corruptos, y que J'onn asumió su identidad para completar una importante investigación.
Aparte de esto, el Detective aparece sobre todo en el cómic de la Liga de la Justicia, siendo el único personaje que ha tenido intervención en todas las encarnaciones de la Liga, a excepción de la versión escrita por Brad Meltzer. Desde los años 60 hasta los 70, J'onn estuvo ausente en la LJA, al haber abandonado la Tierra para encontrar Nuevo Marte. Este hilo argumental ha sufrido un retcon tras la Crisis en Tierras Infinitas, y ahora se asume que estaba presente en el equipo durante ese tiempo.
J'onn además realizó dos apariciones menores en la serie de Sandman, en su número 6, en la historia "Pasajeros", en la que el Señor de los Sueños, Morpheus le pregunta sobre su Piedra de los Sueños. En ese momento, J'onn le identifica como a un Dios, y ve a Morfeo como a un rostro flotante, al contrario de la forma humanoide con la que le ven los demás. También aparece en el número 71, durante el arco de "El Despertar", hablando con Batman y Clark Kent sobre sueños.
Grant Morrison estableció en la serie de la LJA que el Detective Marciano es el héroe más reconocido dentro del Hemisferio Sur y que mantiene un gran número de identidades secretas, muchas de ellas fuera de los Estados Unidos. Sin embargo, como consecuencia de dos incidentes posteriores en la serie en los que John Jones se separa del Detective Marciano, decide conncentrarse en su identidad humana original y abandonar al resto.

### Fernus
En los números de JLA escritos por Joe Kelly, J'onn intenta conquistar su miedo hacia el fuego y hace un trato con la villana controladora del fuego conocida como Scorch que quiere la ayuda telepática de J'onzz para enfrentarse a sus propios problemas mentales. La historia revela que hace 20.000 años, una raza de seres extremadamente peligrosos llamados "los Ardientes" provocaron grandes fuegos para poder reproducirse de forma asexual. Para evitar que los Ardientes destruyeran a la mayoría del universo, los Guardianes del Universo dividieron a la especie en los marcianos verdes y los marcianos blancos, cambiaron su sistema de reproducción y les indujeron el miedo al fuego. Cuando J'onn se enfrenta a su miedo al fuego, vuelve a convertirse en un Ardiente y cambia su nombre por el de Fernus.
Su memoria genética identifica a Vándalo Salvaje como a una amenaza, ya que mató a uno de los Ardientes en la Tierra durante la Edad Antigua. Esa misma memoria genética hace que Fernus odie a los Linterna Verde, dada su asociación con los Guardianes del Universo.
La Liga de la Justicia venció finalmente a Fernus volviendo a reclutar a Plastic Man, que es inmune a los poderes psíquicos de Fernus y tiene habilidades superiores de cambiante. La historia da a entender que Batman inicialmente reclutó a Plastic Man como miembro de la Liga para actuar como equilibrio en caso de que el Detective Marciano perdiera alguna vez el control. Mientras tanto, el héroe místico Manitou Raven lleva a dos de sus compañeros hasta Dreamwalk, un plano psíquico en donde pueden alcanzar el alma de J'onn J'onzz, prisionera en lo más profundo de la mente de Fernus. Ayudando a J'onn a luchar por su libertad contra el poder mental del marciano Ardiente, logran que reaparezca físicamente cuando Fernus intenta reproducirse. Los otros miembros de la Liga crean un tsunami para sumergir a ambos marcianos, apagando la llamas de Fernus y otorgando así ventaja a J'onn.
Después de destruir a Fernus, J'onn llora a Scorch, que ha caído en coma, y de quien se había enamorado. En una historia posterior, J'onn cuenta a Superman que su aversión al fuego ha cambiado: ahora es invulnerable a las llamas a menos que sean "llamas de pasión" o con algún otro "significado psíquico". Posteriormente se reveló que Fernus siempre había sido un ser autónomo con una conciencia diferenciada y una estructura genética y poderes que emergieron del subconsciente de J'onn cuando logró controlar su debilidad hacia el fuego.
La aparición de Fernus está inspirada por el encuentro con Sandman, que se apareció al Detective en la forma de Lord L'Zoril, el dios marciano de los sueños, representado por una caravela llameante gigante. Después de que J'onzz le ayudara, el ser inmortal le dio permiso para soñar con ciertos aspectos de su planeta perdido.

### Crisis Infinita
Aunque inicialmente se piensa que J'onzz ha sido asesinado en la explosión de la Atalaya de la Liga de la Justicia, Manitou Dawn, miembro de la Liga, recibe una visión telepática de J'onzz asegurando que "se mostrará, en su momento". También le explica que necesita su ayuda para mantener bajo observación a la Llave, una poderosa entidad cuyas habilidades J'onn siempre ha podido controlar anteriormente.
J'onzz reaparece en Crisis Infinita, inconsciente y conectado a la torre vibracional de Alex Luthor, tras haber sido secuestrado por Superboy Prime por ser necesario para impulsar la máquina que haría regresar el Multiverso. Junto a J'onn se encuentran Lady Quark, Rayo, Black Adam, Power Girl, Nightshade y Brecha. Wonder Girl, Superboy y Nightwing liberan a J'onzz y los demás de la torre de Alexander, pero Superboy fallece en el intento.
Oráculo le pide a J'onzz que coordine telepáticamente la respuesta de los héroes a la fuga global de la Sociedad Secreta de Supervillanos. El Detective se reúne a los héroes en la Batalla de Metrópolis contra la fuerza combinada de los mayores supervillanos del mundo y en el enfrentamiento contra Superboy Prime. Prime y los villanos son vencidos.

### 52yUn Año Después
Después de la Crisis Infinita, la mayoría de las series de DC saltan un año en el futuro en el evento que ha recibido el nombre de Un año después. La serie semanal 52 se ocupa de narrar lo ocurrido durante ese año "perdido".
En 52 N.º 24 se revela que J'onn lleva 6 meses trabajando encubierto. Sus intenciones son destruir Checkmate para así vengar la muerte de Ted Kord (Blue Beetle). El Detective se siente culpable ya que Ted había intentado avisar a la comunidad superheroica sobre Jaque Mate. Al no hacerle caso nadie, él decidió investigar por sí mismo y Maxwell Lord, a quien J'onzz creía un amigo, asesinó a Kord.
J'onzz logra interrumpir las operaciones de la organización dentro de los Estados Unidos pero, por desgracia, después de que una banda de "everyman" provoca el caos en Metrópolis, Checkmate es reinstaurada.
Durante la semana 50 y la Tercera Guerra Mundial, J'onn J'onzz es el primero en enfrentarse a un desbocado Black Adam. Conectándose directamente a su mente, descubre que esta se halla inundada por imágenes del lado oscuro de la humanidad, lo que le fuerza a retirarse de la lucha y replantearse su relación con la población de la Tierra en conjunto. Durante este proceso, abandona varios de sus alias activos, revelando su verdadera naturaleza a los detectives de policía con los que solía trabajar. Cuando finalmente aclara su mente, J'onn regresa para la batalla final y, siendo gravemente herido, se cura a sí mismo, mostrando ahora una forma más similar a su apariencia marciana para reflejar su nuevo conocimiento sobre sí mismo.
Más tarde, DC Comics publicó una nueva serie limitada sobre el Detective Marciano, que se desprendió directamente del especial DCU: Brave New World (UDC: Valiente, nuevo mundo). Esta serie fue escrita por A.J. Lieberman, con el dibujo de Al Barrionuevo y Bit, centrándose en la búsqueda de J'onn de otros posibles supervivientes de Marte.
El primer número reintroduce al personaje de la Edad Dorada, Roh Kar (que ahora recibe el nombre de Roh'Kar). Justo cuando se encuentra con J'onn, un francotirador le dispara, matándole, pero antes le cuenta a J'onn que hay más marcianos. J'onn localiza y rescata a los otros, escondiéndoles de los agentes del gobierno y de la propia LJA. Sin embargo, J'onn descubre más tarde que los marcianos verdes a los que ha rescatado son en realidad marcianos blancos que han sido hipnotizados por un marciano verde llamado Cay'An. Cuando la serie termina, los únicos marcianos con vida son Till'All, J'onn y Cay'An (Dal'en y Telok'telar son dejados en coma). J'onn regresa a la Liga de la Justicia, llevando a Till'All consigo mientras que Cay'An desaparece con rumbo desconocido luego de que su intento de asesinar a J'onn fallara.
Después de esto, J'onn fue reclutado por Batman para ser parte de su nuevo equipo de Outsiders, apareciendo en el tercer número de la serie Outsiders: Five of a Kind (Marginales: Cinco de una clase) junto con Trueno, y uniéndose al equipo más tarde.

### Countdown
La segunda imagen promocional de la serie semanal Countdown parece mostrar a un Detective Marciano más musculoso sujetando una daga ensangrentada.

### Crisis Final
El detective Marciano ha sido asesinado por Libra, como prueba de ganarse la confianza de la Sociedad Secreta de Villanos, él fue capturado durante los hechos ocurridos en Salvation Run y en los Números de Action Cómics y Justice Legue of América previos a Crisis Final.

### Blackest Night
Regresa de la muerte como sirviente de los Black Lanterns.

### The Brightest day
En el número # 8 de Blackest Night, al final, el detective marciano es revivido por una misteriosa fuerza llamada la entity, que vendría a ser la causa de la vida en todo el universo, actualmente es el protagonista de esta serie.

### Reinicio del Universo DC
Tras los acontecimientos de Flashpoint, durante el relanzamiento de los Nuevos 52 tras la caída en ventas de sus series, DC Comics replanteó su origen al ya no ser miembro fundador de la Liga de la Justicia de América, y ser parte de la nueva encarnación del equipo StormWatch, el cual es un equipo que originalmente se publicaba en el sello editorial Wildstorm, y que pasó a ser parte del nuevo universo DC, y en el que se incluía como fundador de dicho equipo y nunca formó parte de la Liga.

### New 52! Los Nuevos 52
Los escritores de la editorial DC Comics, en especial el guionista, productor ejecutivo y supervisor técnico Geoff Johns, han mostrado en diversos libros de historia que J´onn J´onnz es "el héroe más peligroso del Universo", afirmándose esto en muchos de sus enfrentamientos actuales obteniendo victorias bastante fáciles, incluso haciendo que la Justice League conformada por Batman, Wonder Woman, Superman, Green Lantern, Flash, Aquaman y Cyborg caiga derrotada ante él, teniendo esto como consecuencia su salida de la JL.
En junio de 2015 DC Comics autorizó MARTIAN MANHUNTER v4 # 01 tras muchos años del último volumen, esta nueva serie regular individual comenzó su primer arco con otras razas alienígenas cercanas a la verde como principales enemigas.
En el año 2016 su única aparición fue en el One-shot DC Universe Rebirth, después de eso estuvo desaparecido hasta 2018, apareciendo en el número # 05 de la saga Dark Knights: Metal, cuando se le preguntó por su desaparición argumentó que estuvo escondido entre los Thanagarianos investigando los misterios relacionados con el Metal NTH y el Multiverso Oscuro. Actualmente tiene nuevas apariciones confirmadas para la miniserie Justice League: No Justice y un nuevo volumen de Justice League como protagonista junto con Superman, Batman, Wonder Woman, Green Lantern John Stewart, Aquaman, Cyborg y Hawkgirl.
Al final de JL No Justice # 04 es nombrado el líder de la Justice League y tiene un papel protagonista, pues es el primero en enterarse de la amenaza llamada TOTALITY, además durante una misión de la League visita en Thanagar Prime a un Marciano llamado El Guardián muy antiguo, el cual le revela que Perpetua la próxima amenaza (relacionada con Totality) antes de ser encerrada tenía un ejército combinado de ADN humano y Marciano, uno muy poderoso, pero tras el encierro de ella los Marcianos se llevaron el fuego como debilidad y los humanos quedaron débiles mentalmente.
Unos humanos en la tierra experimentaron con un niño para conseguir las abominaciones que conocemos como Marcianos blancos, ante de morir de vejez el Guardián Marciano le pasa sus conocimientos a J´onn, poco después de esto Hawkgirl tiene que sellarse junto con la Source Wall y los Titans Omega para sanar la Source y salvar el Multiverso, por lo que le revela que le estuvo construyendo durante 2 semanas un paraíso mental con todos los recuerdos de su vida, este momento tierno lleva a un beso entre J´onn J´onzz y Kendra Saunders.
El momento se interrumpe porque Brainiac ataca la Source Wall y J´onzz desesperado salva a Hawkgirl de morir en la explosión, poco después se reúne con Luthor y le revela que ambos eran amigos en la niñez, cuando J´onn llegó a la tierra por primera vez por experimentos de científicos extraterrestres los cuales necesitaban algo de él y al no conseguirlo casi lo matan.

## Poderes y habilidades
El Detective Marciano ha sido descrito como "la navaja suiza de los superhéroes". Posee muchos poderes similares a los de Superman, específicamente fuerza y resistencia superiores, capacidad de vuelo, velocidad súper humana y visión "marciana" en unos niveles cercanos a los del mismo Superman. Además puede teletransportarse.

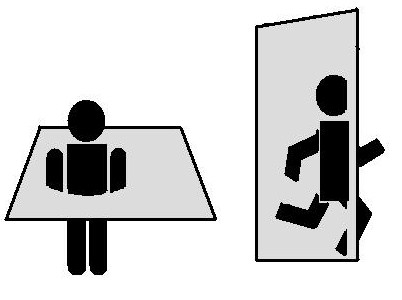
La habilidad de volverse intangible representa una de sus mayores formas de defensa.

Otro de los principales poderes del Detective Marciano es el de alterar su forma, lo que usa con distintas finalidades, como adoptar forma humana, alargar sus miembros, aumentar su tamaño considerablemente y adoptar formas monstruosas. Además de esto, el Detective Marciano puede hacerse invisible (en la mayoría de los cómics de la Edad de Plata ninguno de los demás poderes funciona mientras es invisible) y puede alterar su densidad para convertirse en increíblemente duro e incluso en intangible.
Además de sus poderes físicos, J'onn es también un telépata muy poderoso, actuando a menudo como "centralita" entre los otros superhéroes para coordinar las acciones de la Liga de la Justicia. Su victoria sobre Despero en JLI reveló que es capaz de usar su telepatía para sumergir a otros seres en un estado de "completa felicidad", pero esa es una habilidad que tan solo fue capaz de utilizar una vez (en la cultura marciana, este era un último regalo a los moribundos por parte de sus amados).
J'onn posee habilidades telekinéticas. Puede mover, empujar y manipular objetos con su mente y también puede crear escudos invisibles.
Además de sus poderes mentales y físicos, el Detective Marciano posee nueve sentidos diferentes, aunque no están muy bien definidos y habitualmente suelen ser olvidados.
Además de esto, J'onn tiene grandes habilidades regenerativas. Ha sido capaz de regenerar una de sus manos, la cual se encontraba muy dañada, pero suponiéndole un gran esfuerzo. En un caso como este (de una pérdida tan grande de materia), tiene que aumentar su masa a través de la asimilación de arena marciana.
Durante la mayor parte de su existencia, se ha mostrado a J'onn como un ser con una importante pirofobia, siendo para los marcianos el fuego su talón de Aquiles, equivalente a la debilidad de Superman hacia la kryptonita. La exposición ante el fuego normalmente hace perder a J'onn su habilidad de mantener su forma física, "derritiéndole" en una masa de plasma verde. Esto ha tenido numerosas explicaciones durante los años, pero finalmente, durante el arco argumental Juicio de fuego, se ha revelado que este miedo fue inducido a nivel genético por los Guardianes del Universo hace 20.000 años, cuando dividieron a los marcianos "Ardientes" originales en los dos grupos (los marcianos verdes y los blancos). Los Guardianes provocaron este miedo debido a que el sufrimiento físico de los demás, combinado con las condiciones físicas de un infernal, permitían a todos los bárbaros, despiadados y brillantes marcianos "Ardientes" reproducirse asexualmente. Como especie, los marcianos ardientes existían únicamente para "causar sufrimiento, quemar y engendrar", pero si se volvían tan temerosos del fuego como para no acercarse a este, no podrían reproducirse. Al final del arco argumental, esta debilidad es parcialmente eliminada y J'onn explica que solamente llamas psíquicas podrían afectarle, como el fuego del sufrimiento o la pasión.
Gracias a su amplia gama de poderes, el Detective Marciano es considerado como un dios, inclusive venciendo varias veces a la Liga de la Justicia con sus propias manos.

## Otras versiones
- Han aparecido versiones de J'onn en la mayoría de los Elseworlds protagonizados por la Liga de la Justicia, incluyendo: LJA: El clavo, LJA: Acto de Dios, la historia fantástica Liga de la Justicia, LJA: El acertijo de la bestia y el western Justice Riders.

- En 1953, DC Comics publicó una historia, escrita por Ed Hamilton, en la que un detective marciano de piel verde llamado Roh Kar llega a la Tierra y captura a un marciano convicto con la ayuda de Batman. Esta versión poseía dispositivos que le permitían desaparecer y teleportarse.[16]

- En la miniserie Martian Manhunter del año 2006, el Detective Marciano de la Edad Dorada regresa como un Detective Verde llamado Roh'Kar que, antes de morir, se encuentra con J'onn.

- En 52 N.º 52, la nueva Tierra-3 es alterada por Mister Mind, convirtiéndola en una Tierra similar a la que anteriormente poblaba el Sindicato del Crimen y con una versión monstruosa y alada de J'onn J'onzz como uno de sus habitantes.

- En un número de la Legion of Super-Heroes, J'onn reaparece en el siglo XXX como un conocido de Dream Girl y ayuda a la Legión a enfrentar a Mordru. Después de Hora Cero, esta continuidad fue borrada. En las historia posteriores a Hora Cero, J'onn no aparece explícitamente; sin embargo, el equipo artístico insinuó que R.J. Brande, el financiero de la Legión y Presidente de los Planetas Unidos, era J'onn de incógnito cuando este reveló que había tenía un entrenamiento telepático mucho tiempo atrás. Esto ocurrió durante el intento de recuperar a la catatónica Shrinking Violet que había sido anfitrión del Ojo Esmeralda de Ekron. Durante la secuencia, Brande intenta de establecer contacto con la mente de Violet y se puede ver la silueta de un marciano en su forma natural rodeando a Brande.[17]

- En el Elseworlds publicado en 1994 en el anual de la Justice League America, se muestra a J'onn actuando como el Doctor Jonas 100 años en el futuro, entrenando a nuevos héroes para vengar a sus compañeros de equipo, muertos hace mucho tiempo.

- En la historia DC 1 millón, se relata la historia de J'onn después de haber transcurrido varios milenios. El Detective ha utilizado diversas personalidades hasta el siglo XXX, momento en que se muestra a sí mismo para ayudar a la Legión de Super-Héroes. Diez mil años después, habiendo transcurrido la mayoría en animación suspendida, J'onn se enfrenta en una gran batalla contra el cósmico destructor de mundos "Swarm", quien amenazaba con eliminar a la humanidad; y más tarde, lidera la resistencia contra la ocupación de Marte por parte de Darkseid. Cuando finalmente Darkseid y J'onn se enfrentan al juicio de los dioses antiguos juntos, se le permite a J'onn restaurar su planeta natal a la forma en que lo recuerda, convirtiéndose físicamente parte de Marte. Si consciencia se encuentra dispersa por todo el planeta, observando a los habitantes humanos durante el resto de los años, al ser, de hecho, inmortal.

- En The Dark Knight Strikes Again, Question se encuentra con J'onn en un bar. J'onn le indica que perdió sus poderes cuando su tercer trasplante de riñón falló, aunque indica que todavía tiene visiones precognitivas ocasionales, y que ha visto su muerte esa misma noche. También le dice a Question que Lex Luthor ha implantado nanomáquinas en su cerebro, alterando sus funciones cerebrales. J'onn y Question abandonan el bar y son emboscados por una figura que resulta ser el Joker, que incinera a J'onn y a sí mismo.

- En la línea temporal contada en DC 1 millón, J'onn sigue vivo, habiéndose convertido en uno con el planeta Marte, y viviendo en la misma arena del planeta. Parece haberse vuelto más débil con el tiempo, hablando mucho más lento y aparentemente incapaz de abandonar marte, aunque continúa activo si es necesario, pudiendo comunicarse telepáticamente con el Aquaman del tiempo presente cuando la LJA lanza el ataque final contra Solaris.

- En la serie Elseworlds Kingdom Come, J'onn se muestra como una sombra de lo que era; intentando comprender a la humanidad, "abrió su mente al mundo -- y resultó destrozado para siempre por sus pensamientos". Esta versión de J'onn es débil, habla con tartamudeos y debe concentarse para mantener la solidez de su propio cuerpo humano. Aunque todavía posee cierta telepatía, se muestra incapaz de atravesar los escudos mentales de Lex Luthor.

- En LJA: Destino, J'onn J'onnz llegó a la Tierra y adoptó la identidad de Paul kir, el héroe conocido como Manhunter, después de que el auténtico Kirk fuera asesinado en Australia, y se unió a la Liga de la Justicia de Gotham de Thomas Wayne. Durante este tiempo en el equipo, J'onn se enamoró de Sandra Knight, conocida con el nombre de Nightshade, y ambos se casaron. Durante una misión en Nevada junto al Reloj y el Green Lantern Guy Gardner, los tres se encontraron con el extraterrestre Mongul. Mongul se apoderó de Guy con un parásito alienígena llamado Black Mercy, mató a El Reloj, e intentó matar a J'onn con un disruptor neural. En vez de morir, la mente de J'onn comenzó a extenderse y disiparse por toda la Tierra, pero de alguna manera logra reunirla y crear un nexo con la mente de Sandra. Comienza a otorgarla visiones del futuro, y ella cree que ha ganado un nuevo poder y cambia su identidad superheroica por la de Destino. Pero Sandra se vería alterada psicológicamente por esta habilidad, aunque mantendría conexiones con la Liga de la Justicia y les entregaría información. J'onn J'onzz la haría más tarde ir a una base de Nevada, controlándola, donde la ayuda a descubrir que Mongul ha sido responsable de alteraciones genéticas en América, y más tarde convence a Jor-El de que necesita enfrentarse a Mongul. En sus últimos momentos con Sandra, J'onn le pide que le olvide y continúe adelante.

- En el crossover/elseworld Planetary/JLA: Terra Oculta el Dr. Erdel trabaja para el millonario Bruce Wayne, desarrollando una máquina del tiempo que se basa en un bucle de luz aullante. Cuando le van a visitar Wayne, Diana Prince y Clark Kent, en busca de una forma de detener a la corporación Planetary, Erdel activa la máquina, apareciendo de pronto una versión "elseworld" de J'onn J'onnz, como un visitante de otro mundo traído desde la prehistoria de la Tierra. J'onnz muere ante el horror de los presentes, sin que nadie pueda ayudarle.

- En Cuenta atrás hacia la aventura N.º 1 se representa el planeta Forerunner, en un universo alternativo donde las razas de los planetas y los planetas enanos del universo conquistan la Tierra. El líder del ejército marciano y de su gente es el general J'onzz.

- En los Cómics Amalgam, el Detective Marciano es combinado con el Profesor X y con los Skrulls de Marvel Comics para formar a Mister X.

## Apariciones en otros medios

### Televisión

#### Acción en vivo
- J'onzz es interpretado por David Ogden Stiers en el piloto de televisión de acción en vivo Justice League of America de 1997. Tiene dificultad con el cambio de forma, solo puede hacerse pasar por otros durante un corto período de tiempo, y no se hace mención de ningún otro poder. También fue interpretado por Miguel Ferrer cuando se convirtió temporalmente en Weatherman (el personaje de Miguel en la película).
- Phil Morris interpreta a Detective Marciano en la serie de televisión Smallville. En este espectáculo, se lo representa como un viejo amigo de Jor-El que vino a la Tierra para monitorear a Kal-El y ayudarlo cuando lo necesitaba, ayudando a Clark Kent a derrotar a los prisioneros de la Zona Fantasma que escaparon. Detective Marciano sacrifica sus poderes al comienzo de la temporada ocho para salvar a Clark de una herida fatal, sacrificando sus propios poderes al llevar a un Clark actualmente impotente cerca del sol para que sus habilidades puedan ser restauradas. Después de unirse al departamento de policía de Metrópolis bajo el nombre de John Jones, que es restaurado a plena fuerza mediados de la novena temporada de Doctor Fate. Fate escogió abrir un portal que le permita al cazador de viajes viajar de regreso a Marte el tiempo suficiente para que la exposición a su atmósfera recupere sus habilidades.
- Detective Marciano aparece en los programas de televisión establecidos en el Arrowverso, interpretado por David Harewood.
  - Detective Marciano aparece en Supergirl. El personaje opera bajo el disfraz de Hank Henshaw. En "Humano por un día", se revela que tomó la identidad de Henshaw después de que este último muriera en un intento de matarlo. También aparece en "Hostile Takeover" y "Childish Things", que revela que ha estado viviendo en la Tierra durante 50 años, "Strange Visitor from Another Planet", en el que se ve obligado a exponer su identidad. Al final de la temporada, reincorporado como director del Departamento de Operaciones Extranormales, elige conservar la forma de Hank Henshaw mientras interactúa con los humanos.
  - Detective Marciano aparece en el episodio "Duet" de The Flash, que forma parte de un crossover de dos partes entre Supergirl y The Flash, en el que une fuerzas con Mon-El y el aliado de Flash, Cisco Ramon, para capturar el Music Meister.
  - Detective Marciano aparece en el crossover "Crisis on Infinite Earths", en el que el universo original de Supergirl, Tierra-38, es destruido por el Anti-Monitor. Él está entre los 3 mil millones que escapan a la Tierra-1, es transportado al Punto de Fuga cuando la Tierra-1 es consumida por la antimateria, y lucha contra el Anti-Monitor como el Dechado de Honor. Después de reiniciar el universo, descubre que las Tierras-1 y -38 y la Tierra original de Black Lightning se han fusionado y que él es una de las siete personas que recuerdan la Crisis. Esto lo impulsa a buscar a los aliados de los Paragons y restaurar sus recuerdos, así como a los otros Paragons, que sabe que estarán tan confundidos como él. También encuentra a Nash Wells, la encarnación de Arrowverso de Pariah, cuyos recuerdos restaura para que Nash no olvide que liberó al Anti-Monitor. Más tarde, después de que se descubre que el Anti-Monitor ha sobrevivido, Detective Marciano participa en la batalla final, lo que hace que el Anti-Monitor quede atrapado en un estado de reducción perpetua. Aunque resulta herido durante la batalla, sobrevive y se convierte en miembro fundador del equipo Barry Allen formado en honor a Oliver Queen.
- En el primer episodio de Titans, Dick Grayson recibe una llamada de un "Agente Jones" que podría referirse a una nueva iteración de Detective Marciano.

#### Animación
- J'onzz aparece en la serie animada de la Liga de la Justicia, expresado por Carl Lumbly en un acento sudafricano. En esta continuidad, casi siempre se le conoce como "J'onn J'onzz". Lumbly también interpreta al padre de Detective Marciano, M'yrnn J'onzz, en Supergirl.
- Detective Marciano aparece en el episodio de Static Shock, "A League of Their Own".
- En Justice League Unlimited, J'onzz permanece casi exclusivamente en la Watchtower, manejándolo y sirviendo como coordinador de la misión, eligiendo finalmente partir y explorar la Tierra cerca del comienzo de la tercera temporada. Se reúne con la Liga en la serie final "Destroyer". Es en esta serie que se le conoce como el "Cazador de armas marciano", solo una vez, por el Rey Reloj en "Task Force X".
- Dorian Harewood expresa el personaje de la serie animada The Batman. Él usa el disfraz del detective John Jones.
- Detective Marciano aparece en la serie de televisión Young Justice con la voz de Kevin Michael Richardson. Miss Martian es la sobrina del Detective Marciano en la historia del programa.
- Detective Marciano aparece en el episodio de Batman: The Brave and the Bold "Darkseid Descending" con la voz de Nicholas Guest. Es miembro de Justice League International. También aparece en "Shadow of the Bat!", "Night of the Batmen!", "Time Out for Vengeance!", "Powerless!" y "Crisis: ¡22,300 millas sobre la tierra!".
- Detective Marciano aparece en Justice League Action, con la voz de Crispin Freeman.

### Películas

#### Acción en vivo
- Marciano iba a ser uno de los personajes principales de George Miller un acción en vivo no producido de la película Liga de la Justicia, de Justice League: Mortal e iba a ser interpretado por Hugh Keays-Byrne, pero el proyecto fue cancelado.
- Detective Marciano aparece en el DC Extended Universe interpretado por Harry Lennix.
  - En una serie de comentarios de Zack Snyder en su página de redes sociales sobre El hombre de acero y Batman v Superman: Dawn of Justice como el general y luego el secretario de Defensa Calvin Swanwick, en realidad era J'onn J'onzz / Detective Marciano. El director afirmó que es una teoría que consideraría.[18] El propio Lennix declaró más tarde que aunque no estaba interpretando al personaje de Detective Marciano, "alguien más" había querido que él fuera el personaje de una película futura.[19]
  - Más tarde, Snyder declaró en Vero que Swanwick iba a ser recontado para ser el Detective Marciano, en el corte original de Justice League, pero la escena no se completó antes de que él dejara el proyecto.[20]
  - Lennix repetirá su papel de Swanwick, quien se revelará oficialmente como Detective Marciano en Zack Snyder's Justice League. Irónicamente, el guionista de El hombre de acero y Batman v Superman: Dawn of Justice y cocreador de Swanwick, David S. Goyer, había expresado previamente su disgusto por el personaje de Detective Marciano.[21] Sin embargo, Goyer no estuvo involucrado con ninguno de los cortes de Justice League.

#### Animación
- Miguel Ferrer interpreta a Detective Marciano en la película animada Justice League: The New Frontier. La película muestra sus primeras aventuras después de llegar al planeta Tierra.
- Jonathan Adams hace la voz de Detective Marciano en la película animada Justice League: Crisis on Two Earths. Además, está la versión de Crime Syndicate de Martian Manhunter llamada J'edd J'arkus '.
- Detective Marciano aparece en la película animada Justice League: Doom, con Carl Lumbly repitiendo su papel de Justice League y Justice League Unlimited.
- Detective Marciano aparece en la película animada Lego Batman: The Movie - DC Super Heroes Unite, una adaptación del videojuego del mismo nombre, con la voz de Cam Clarke.
- Detective Marciano aparece en la película de animación Lego DC Comics Super Heroes: Justice League: Attack of the Legion of Doom, con la voz de Dee Bradley Baker. Acaba de llegar a la Tierra.
- Detective Marciano hace un cameo en Lego DC Comics Super Heroes: Justice League: Cosmic Clash. Se le ve poniendo a Vandal Savage en un coche de policía.
- Detective Marciano hace un cameo no hablado en la película animada Justice League Dark.[22]
- Detective Marciano aparece en The Lego Batman Movie. Se le ve asistiendo a la fiesta del 57 aniversario de la Liga de la Justicia. Detective Marciano aparece brevemente contando una broma a otros miembros, y luego lleva una línea de conga en el fondo.
- La versión Brave and Bold de Detective Marciano aparece en Scooby-Doo! & Batman: The Brave and the Bold, con Nicholas Guest repitiendo su papel.
- Detective Marciano aparece en la película animada The Death of Superman y su secuela Reign of the Supermen, con la voz de Nyambi Nyambi.
- Detective Marciano hace una breve aparición en Teen Titans Go! to the Movies.

### Videojuegos
- El Detective Marciano es uno de los personajes principales del videojuego Justice League Heroes, poniéndole la voz en la versión original en inglés el actor Daniel Riordan.
- En los juegos de Game Boy Advance Justice League: Injustice for All y Justice League: Chronicles aparece la versión animada del Detective Marciano.
- En el videojuego Injustice: Gods Among Us realiza un cameo, en el escenario de la Atalaya de la Liga de la Justicia para luego salir como personaje jugable en DLC.
- En el videojuego Lego Batman 2: DC Super Heroes estrenado en junio del 2012 aparece como personaje jugable.

### Parodias y análogos
En los últimos tiempos ha habido pocas parodias del Detective Marciano, principalmente debido a su concentración en héroes más conocidos como Superman o Batman. No obstante, algunas parodias y versiones altenativas importantes son:
- Martian Anteater, un miembro de Just'a Lotta Animals.
- Mr. Martian, CH'kk Kk'xx (Chuck Cox), un héroe de Big Bang Comics.
- Mister X, una amalgama entre J'onn y el Profesor X de Marvel Comics, con las marcas faciales de Bishop de los X-Men. El personaje, que forma parte de Amalgam Comics, aparenta ser de Marte aunque en realidad es un Skrull.
- Martian Man, de los Guardians of the Globe, de la serie Invencible.
- Mr'rrgla Qualt, personaje femenino de la serie Top 10.
- El Skrull Skymaster del Escuadrón Supremo.
- El libro de rol Mutants and Masterminds de la serie Freedom City incluye imitaciones de la mayoría de los superhéroes, incluyendo a Pseudo, un extraterrestre telépata capaz de cambiar de forma que es miembro de la "Liga de la Libertad" (análoga a la Liga de la Justicia).